# Свободное (Крым)
Свобо́дное (до 1945 года Молба́й; укр. Свободне, крымскотат. Molbay, Молбай) — исчезнувшее село в Белогорском районе Республики Крым (согласно административно-территориальному делению Украины — Автономной Республики Крым). Располагалось на юге района, в предгорье Главной гряды Крымских гор, в долине реки Молбай-Узень (он же Церик-Узень), левого притока Танасу («Молбайская котловина»), примерно в 4 км западнее села Красносёловка.

## История
Первое документальное упоминание села встречается в Камеральном Описании Крыма… 1784 года, судя по которому, в последний период Крымского ханства Могулбай входил в Карасубазарский кадылык Карасубазарского каймаканства. После присоединения Крыма к России (8) 19 апреля 1783 года, (8) 19 февраля 1784 года, именным указом Екатерины II сенату, на территории бывшего Крымского Ханства была образована Таврическая область и деревня была приписана к Симферопольскому уезду. После Павловских реформ, с 1796 по 1802 год, входила в Акмечетский уезд Новороссийской губернии. По новому административному делению, после создания 8 (20) октября 1802 года Таврической губернии, Молбай был включён в состав Аргинской волости Симферопольского уезда.
По Ведомости о всех селениях в Симферопольском уезде состоящих с показанием в которой волости сколько числом дворов и душ… от 9 октября 1805 года в деревне Молбай числилось 20 дворов и 97 жителей, исключительно крымских татар. На военно-топографической карте генерал-майора Мухина 1817 года обозначен Молбай с 20 дворами. После реформы волостного деления 1829 года Мамбай, согласно «Ведомости о казённых волостях Таврической губернии 1829 года», остался в составе преобразованной Аргинской волости. На карте 1842 года в деревне Молбай обозначено 43 двора.
В 1860-х годах, после земской реформы Александра II, деревню приписали к Зуйской волости. В «Списке населённых мест Таврической губернии по сведениям 1864 года», составленном по результатам VIII ревизии 1864 года, Молбай — владельческая татарская деревня с 43 дворами, 197 жителями и мечетью при фонтанѣ (на трёхверстовой карте Шуберта 1865—1876 года в деревне Молбай обозначено 9 дворов). В «Памятной книге Таврической губернии 1889 года», включившей результаты Х ревизии 1887 года записан Молбай с 36 дворами и 219 жителями.
После земской реформы 1890-х годов деревня осталась в составе преобразованной Зуйской волости. Согласно «…Памятной книжке Таврической губернии на 1892 год», в деревне Молбай, входившей в Аргинское сельское общество, был 331 житель в 29 домохозяйствах, все безземельные. На подробной карте 1893 года в деревне обозначено 36 дворов с татарским населением. По «…Памятной книжке Таврической губернии на 1902 год», в деревне Молбай, входившей в Аргинское сельское общество, числилось 338 жителей в 29 домохозяйствах. По Статистическому справочнику Таврической губернии. Ч.II-я. Статистический очерк, выпуск шестой Симферопольский уезд, 1915 год, на хуторе Молбай (и имении Адаменко А. С. того же названия) Зуйской волости Симферопольского уезда числилось 85 дворов со смешанным населением в количестве 498 человек приписных жителей и 44 — «посторонних», из которых 250 мужчин и 248 женщин. Жители и Адаменко владели 3095 десятинами удобной земли и 400 — неудобной. В хозяйствах имелось 420 лошадей, 285 волов, 100 коров и 4000 голов мелкого скота.
После установления в Крыму Советской власти, по постановлению Крымревкома от 8 января 1921 года была упразднена волостная система и село вошло в состав Карасубазарского уезда, а в 1922 году уезды получили название округов. 11 октября 1923 года, согласно постановлению ВЦИК, в административное деление Крымской АССР были внесены изменения, в результате которых был создан Карасубазарский район и село включили в его состав. Согласно Списку населённых пунктов Крымской АССР по Всесоюзной переписи 17 декабря 1926 года, в селе Молбай, центре Молбайского сельсовета Карасубазарского района, числился 81 двор, из них 76 крестьянских, население составляло 376 человек, все татары, действовала татарская школа. По данным всесоюзной переписи населения 1939 года в селе проживало 434 человека. В период оккупации Крыма, 21 и 22 декабря 1943 года, в ходе операций «7-го отдела главнокомандования» 17 армии вермахта против партизанских формирований, была проведена операция по заготовке продуктов с массированным применением военной силы, в результате которой село Молбай было сожжено и все жители вывезены в Дулаг 241.
В 1944 году, после освобождения Крыма от фашистов, согласно Постановлению ГКО СССР № 5859 от 11 мая 1944 года, 18 мая крымские татары из Молбая были депортированы в Среднюю Азию. 12 августа 1944 года было принято постановление № ГОКО-6372с «О переселении колхозников в районы Крыма», в исполнение которого в район завезли переселенцев: 6000 человек из Тамбовской и 2100 — Курской областей, а в начале 1950-х годов последовала вторая волна переселенцев из различных областей Украины.. Указом Президиума Верховного Совета РСФСР от 21 августа 1945 года Молбай был переименован в Свободное, а Молбайский сельсовет — в Свободненский. С 25 июня 1946 года селение в составе Крымской области РСФСР, а 26 апреля 1954 года Крымская область была передана из состава РСФСР в состав УССР. Время упразднения сельсовета пока не установлено: на 15 июня 1960 года село числилось в составе Криничненского сельсовета. Село снято с учёта решением Крымского облисполкома от 5 сентября 1985 года.

### Динамика численности населения
| - 1805 год — 97 чел. - 1864 год — 197 чел. - 1889 год — 219 чел. - 1892 год — 331 чел. | - 1902 год — 338 чел. - 1915 год — 498/44 чел. - 1926 год — 376 чел. - 1939 год — 434 чел. |